# Disco house
Disco house – styl elektronicznej muzyki tanecznej (klubowej) łączący elementy muzyki disco i house. Czasami bywa zaliczany jako podgatunek muzyki dance. Jest też jedną z odmian muzyki nu-disco.
Disco house powstało na przełomie lat 80. i 90. XX wieku. Prekursorami stylu byli DJ-e Dave Lee (bardziej znany pod swoim pseudonimem Joey Negro) i  Andrew "Doc" Livingstone. Muzyka disco house powstała z oddziaływania zarówno house jak i disco, z tego powodu muzycy disco house tworzyli dużą liczbę remiksów, popularnych przed laty utworów disco. 
Obecnie disco house jest mocno powiązany z french house, także we Francji gatunek ten osiągnął do tej pory największą popularność.